# Burg Reinhardstein
Die Burg Reinhardstein (auch als Schloss Reinhardstein oder Burg Metternich bekannt) liegt im Tal der Warche bei Robertville in Belgien. Sie wurde 1354 für Graf Wenzel von Luxemburg von seinem Vasallen Reinhard von Weismes erbaut und nach Zerstörungen ab 1969 wiedererrichtet.

## Lage
Reinhardstein liegt in den belgischen Ostkantonen in der Umgebung von Malmedy auf dem Boden der Gemeinde Weismes unterhalb des zu Weismes gehörenden Ortes Ovifat. Nicht weit davon entfernt befindet sich das Hohe Venn mit dem höchsten Punkt Belgiens und dem Signal de Botrange auf 694 Metern.
Neben Burg Reinhardstein fällt der mit 60 Metern höchste Wasserfall Belgiens ins Warchetal hinunter.

## Geschichte

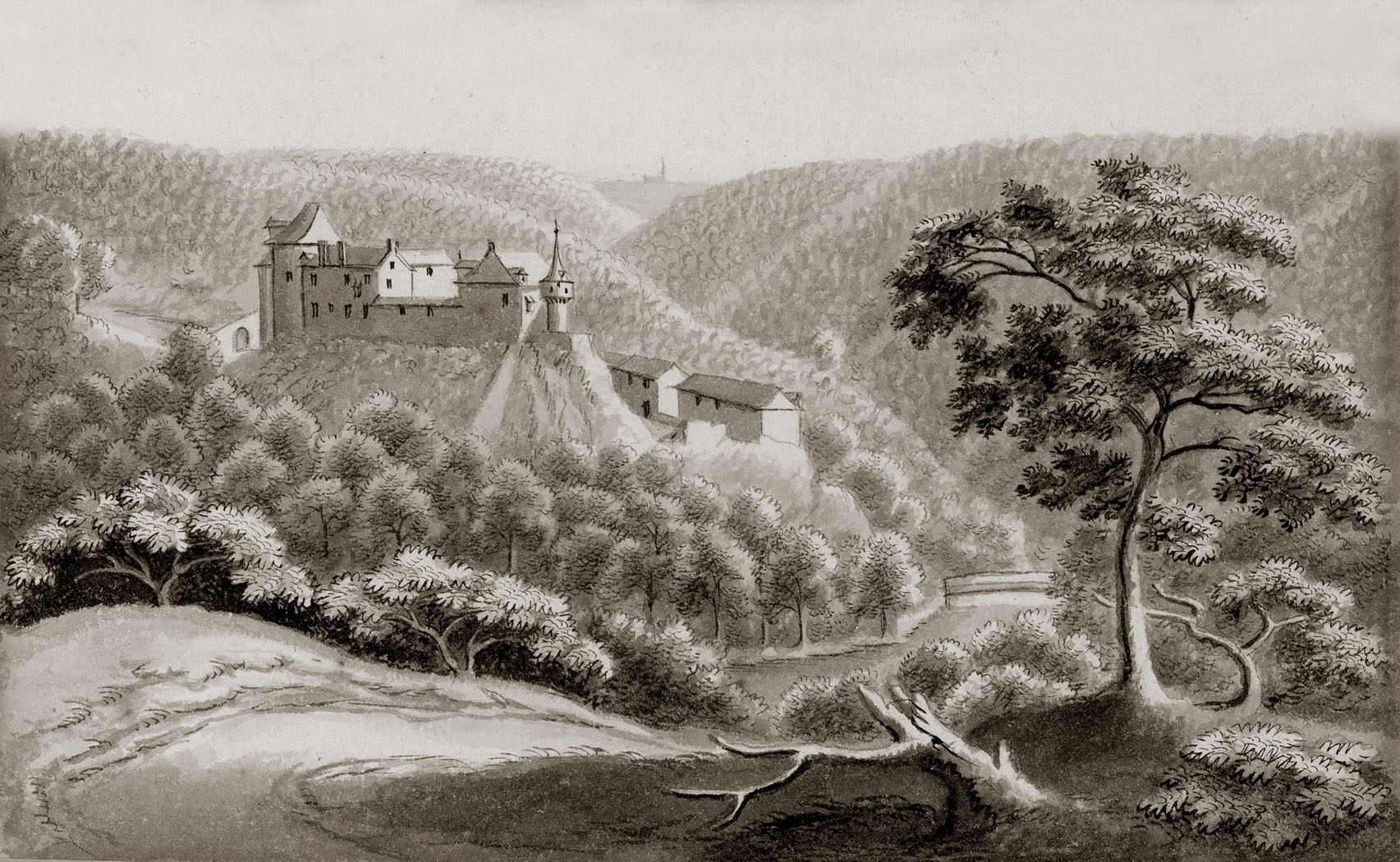
Reinhardstein 1738, Mathieu-Antoine Xhrouet

Die Burg wurde 1354 mit Erlaubnis des Herzogs Wenzel von Luxemburg, durch Reinhard von Waismes, teils auf älteren Grundmauern   errichtet. Durch Heirat wechselte die Burg mehrfach die Besitzer, bis sie in den Besitz der Grafen von Nassau kam, und Wilhelm von Metternich 1550 in zweiter Ehe Anna von Nassau zu Reinhardstein heiratete. Die Familie von Metternich baute die Gebäude zu einer Schlossanlage aus, welche sie bis zur Französischen Revolution bewohnten. Während der Französischen Revolution wurde Reinhardstein beschlagnahmt, 1798 jedoch an die Metternichs zurückgegeben. 1812 verkaufte Franz Georg Karl von Metternich, der Vater des österreichischen Außenministers Fürst Metternich die Burg auf Abriss, der aber nur teilweise erfolgte. Im Laufe der Jahrzehnte verfiel die Warcheburg immer mehr zur Ruine. Unter Leitung des Historikers Professor Jean Overloop (1915–1994) begann 1969 der teilweise Wiederaufbau und die Neuausstattung der Burganlage nach mittelalterlichen Dokumenten. Overloop entdeckte viele zeitgenössische Zeichnungen des Lütticher Malers Mathieu-Antoine Xhrouet (1672–1747), der die Burganlage aus vielen Perspektiven zu Papier brachte. Eine Sammlung von Rüstungen, Wandteppichen, liturgischen Gewändern und lebensgroßen, handgeschnitzten Figuren im Inneren der Burg unterstreicht die Bedeutung des Ortes zusätzlich.

## Sonstiges
Die Burg wird mit den Sagen von den vier Haimonskindern und Melusine in Verbindung gebracht. Jedes Jahr zu Halloween wird eine Wanderung rund um Robertville zu der Burg Rheinardstein organisiert.
Die Verwaltung von Château Reinhardstein konnte im Jahr 2007 rund 16.000 Besucher bei diversen Veranstaltungen im Jahreslauf begrüßen.

Impressionen
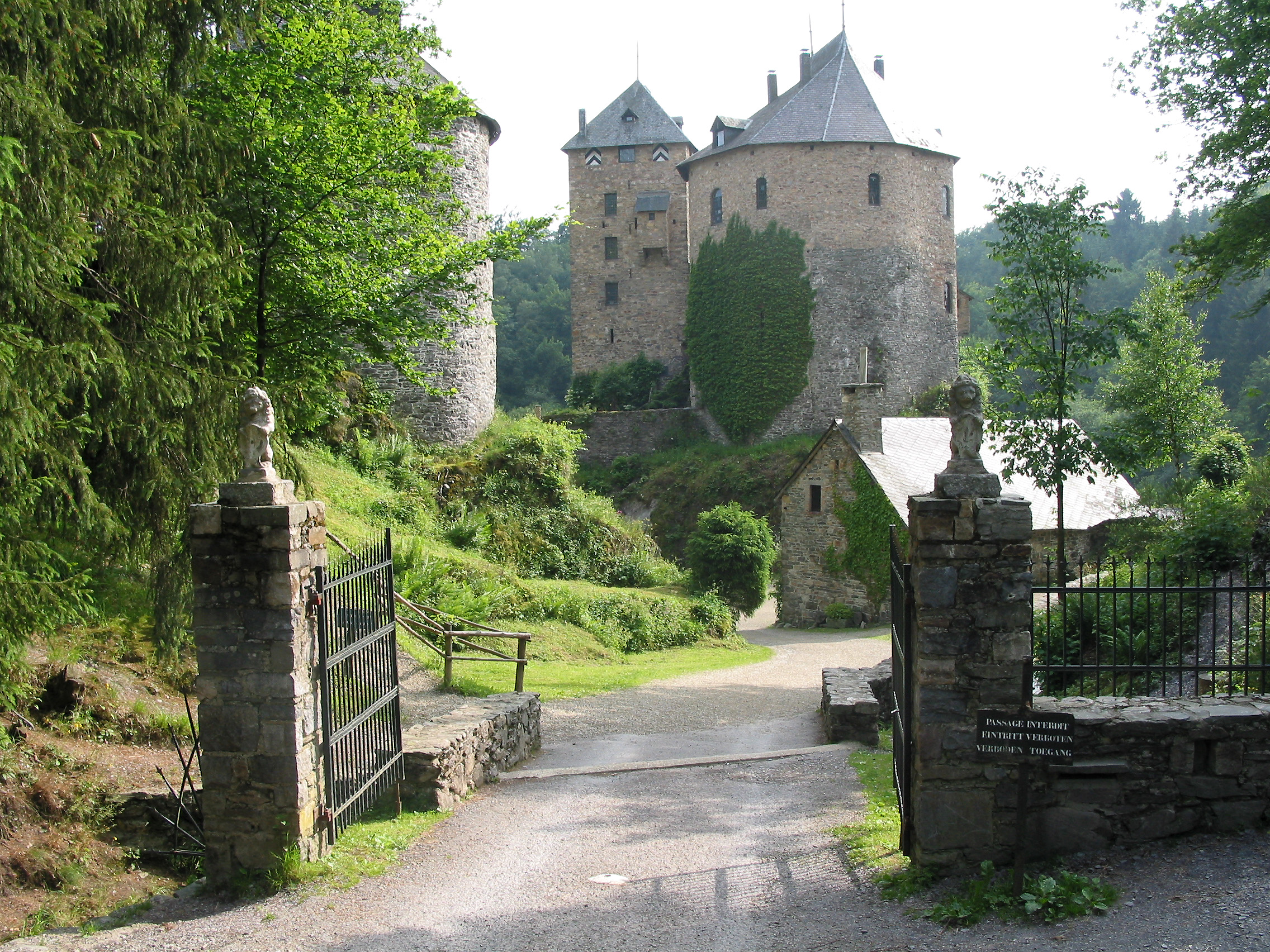
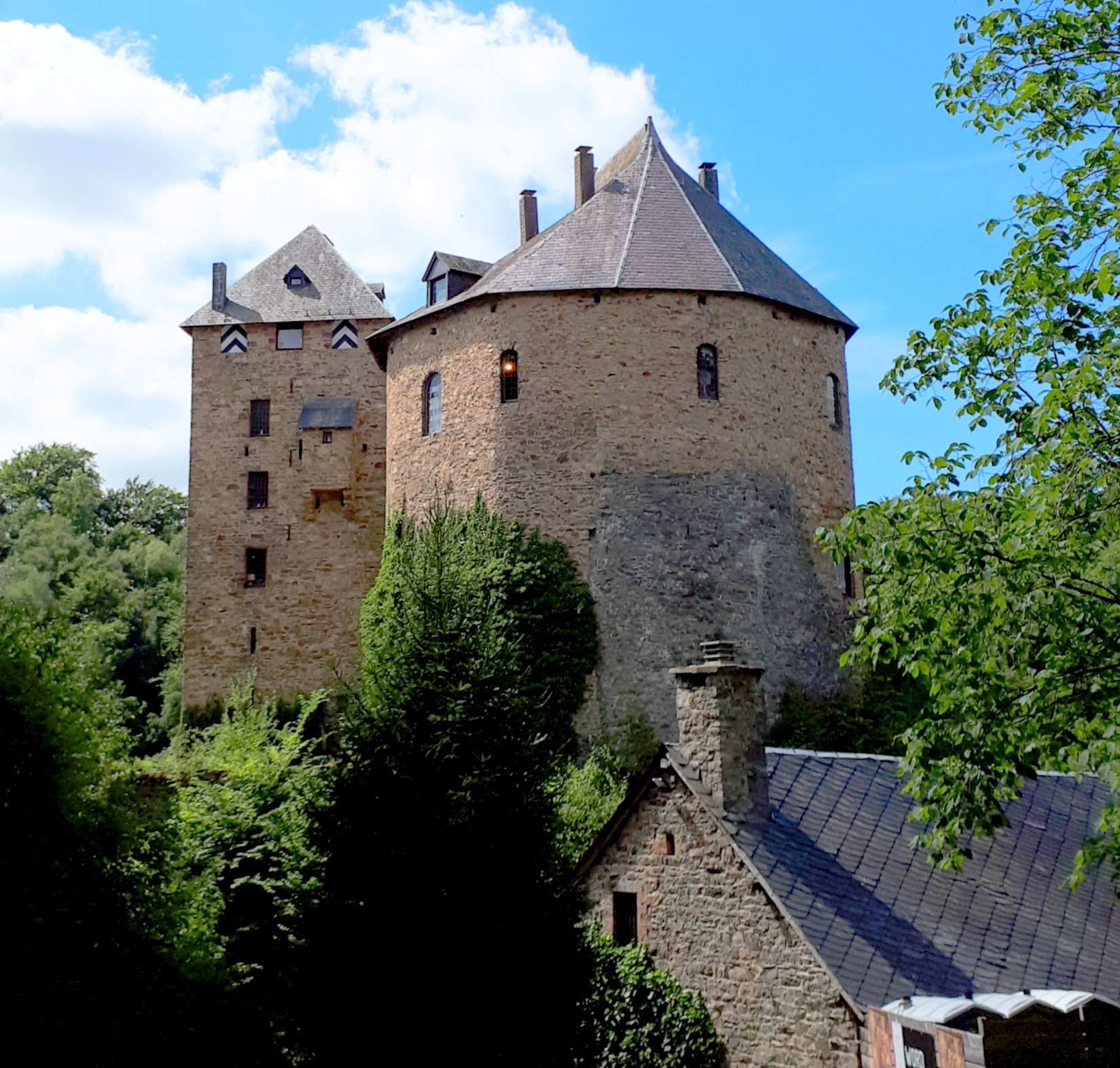
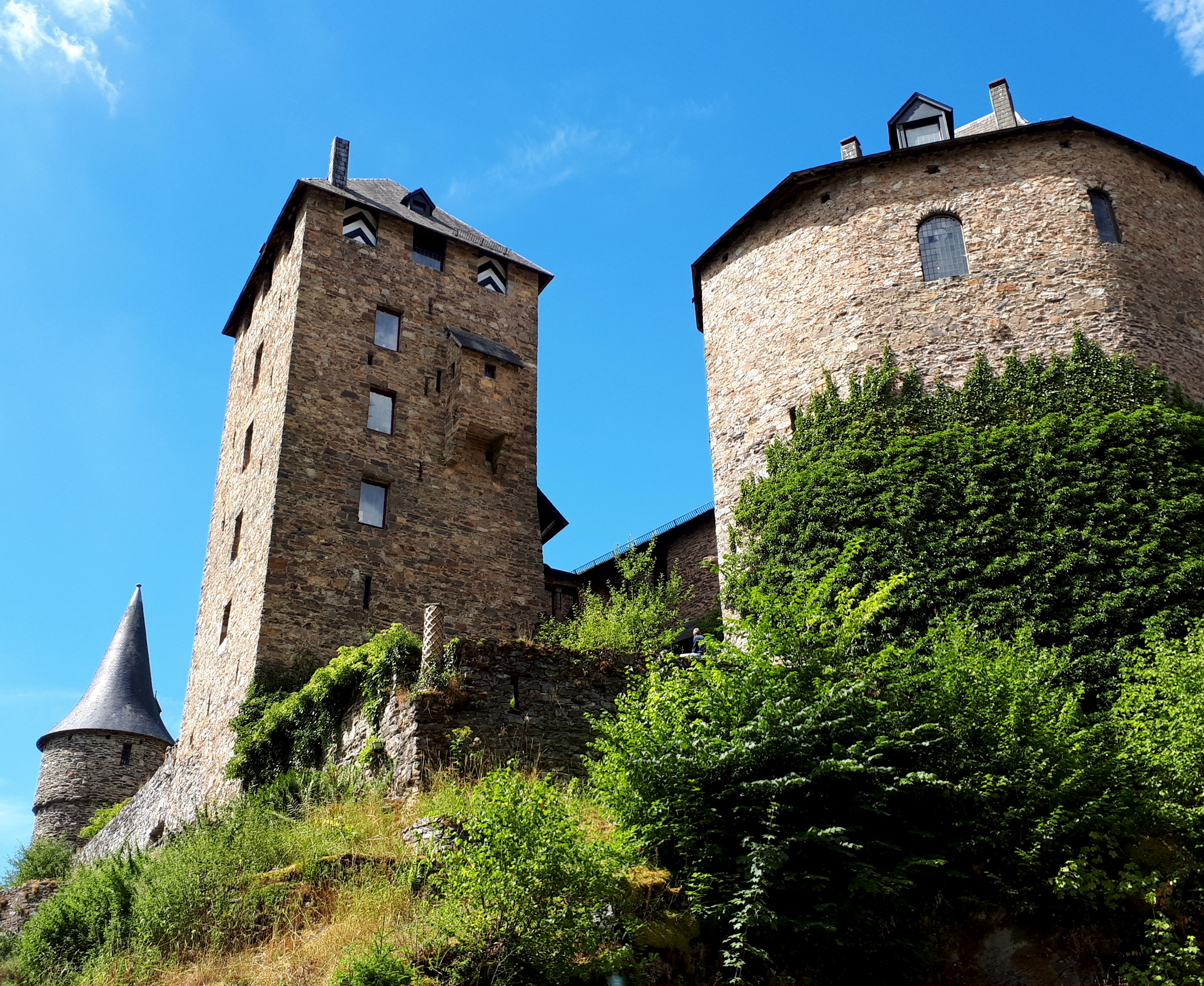
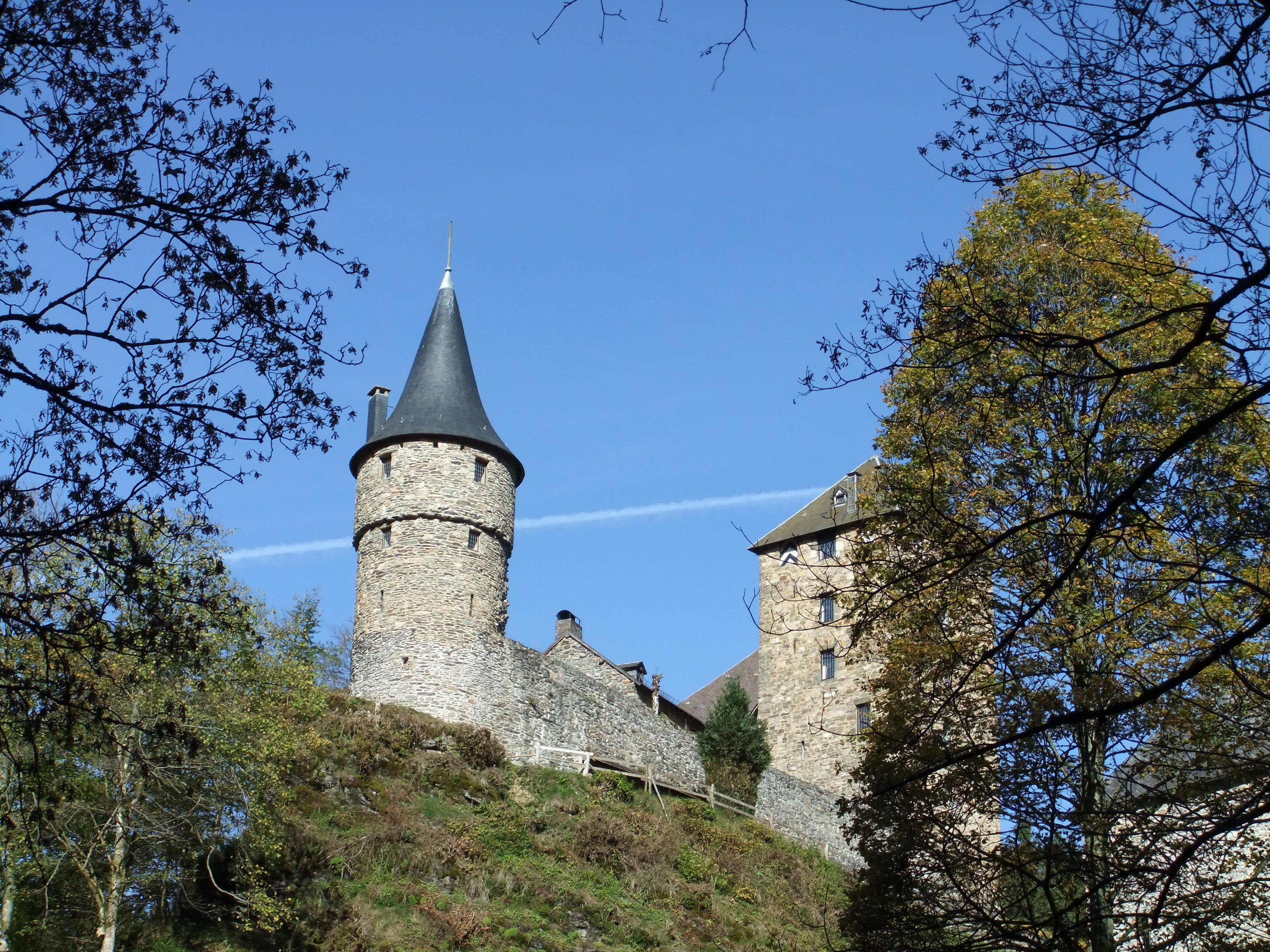
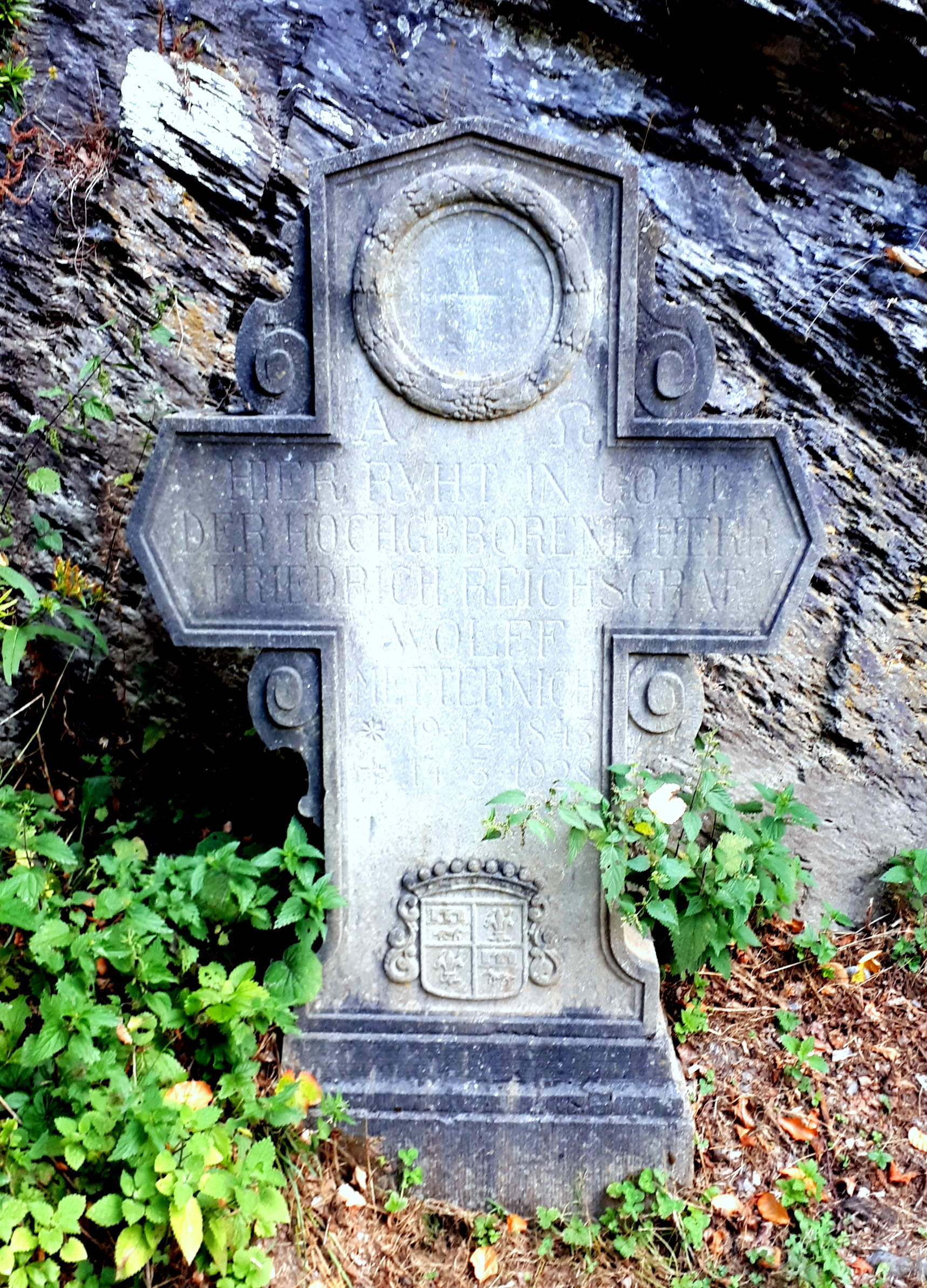
Gedenkstein Reichsgraf Wolff-Metternich (1843–1928)